# اچ‌ام‌اس رنار (۱۸۷۳)
اچ‌ام‌اس رنار (۱۸۷۳) (به انگلیسی: HMS Renard (1873)) یک کشتی بود که طول آن ۷۷ فوت ۰ اینچ (۲۳٫۵ متر) بود. این کشتی در سال ۱۸۷۳ ساخته شد.